# Abastament en vol

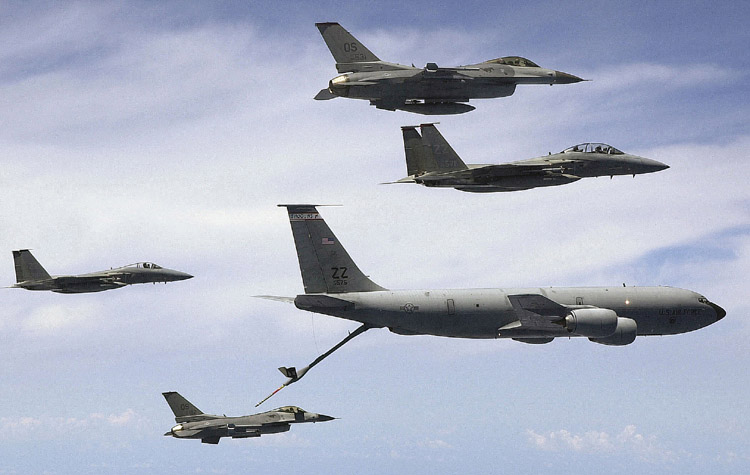
Avió d'abastament KC-135R Stratotanker amb caces F-15 i F-16 en una missió d'entrenament de re-proveïment en vol.

L'abastament en vol, també conegut com a reproveïment en vol o per les sigles AAR (de l'anglès aerial refueling) és un mitjà polivalent per a augmentar l'abast i l'autonomia en vol d'avions militars. El reproveïment en vol és una operació quotidiana realitzada pels avions militars de les forces aèries de l'OTAN i de la resta del món.
Les operacions d'AAR impliquen una proximitat entre l'avió d'abastament i el receptor. Es transfereix el combustible entre els avions nodrissa i els receptors via una mànega flexible i una cistella que conté la vàlvula o una llança rígida anomenada 'boom'. Els països de l'OTAN tenen una normativa comuna per a aquest tipus d'operacions explicada a la publicació ATP-56 (A) Arxivat 2004-02-23 a Wayback Machine.
| « | Actualment, per a casos d'emergència, cada cop hi ha més avions que poden re-proveir des d'altres avions d'una categoria semblant sense que calgui esperar un avió d'abastament…(vegeu fotografies) | » |

## Sistemes

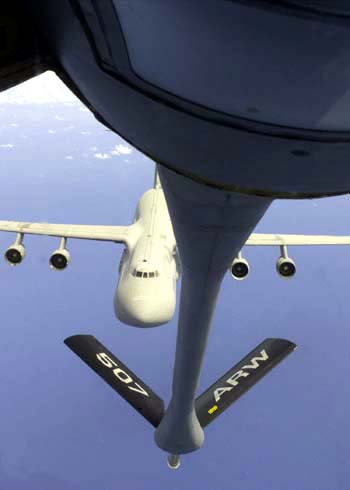
Un C-5 Galaxy s'aproxima a la perxa d'un KC-135R.

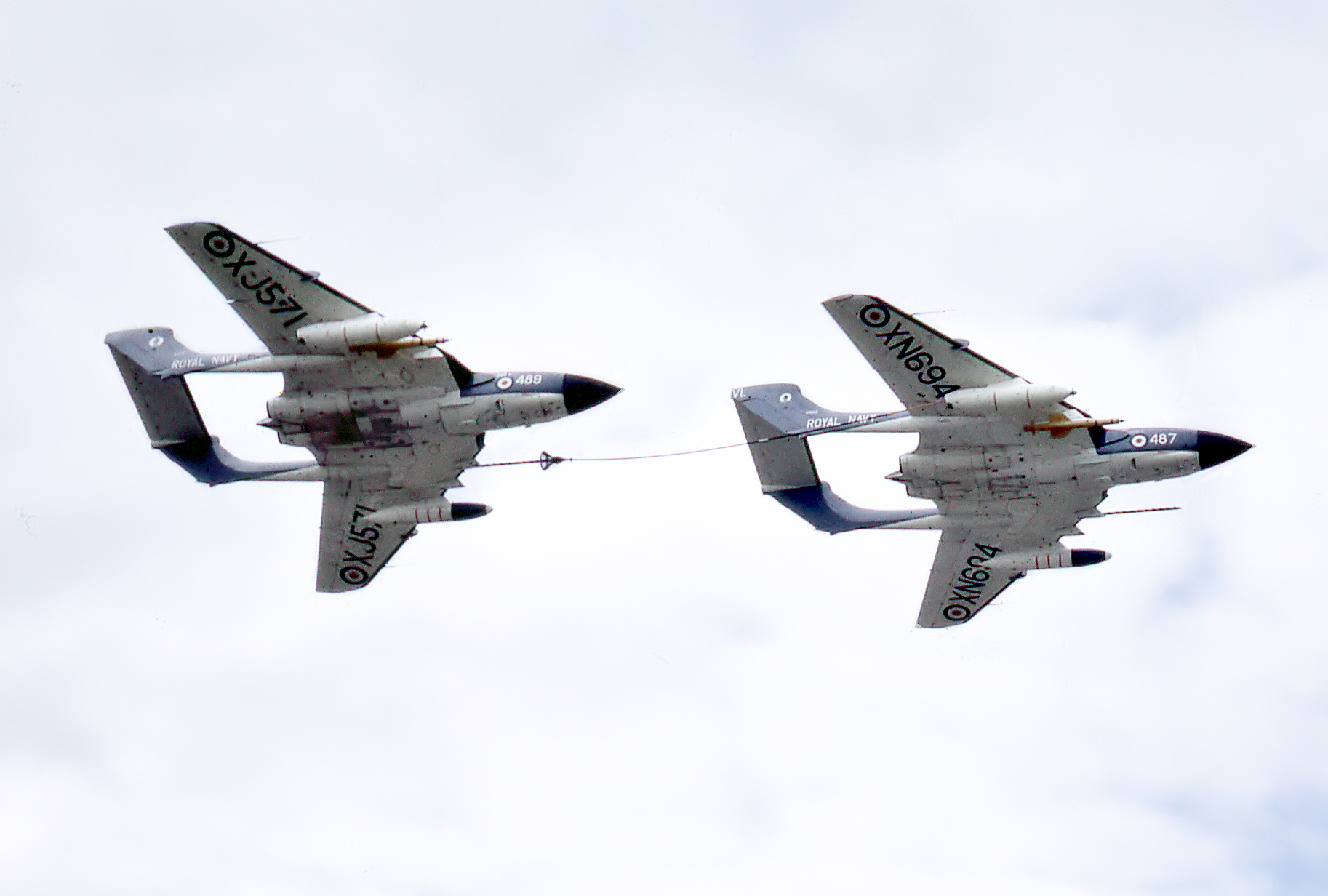
Un De Havilland Sea Vixen fent benzina des d'un altre De Havilland Sea Vixen mitjançant sistema sonda i cistella, Farnborough Air Show, dècada de 1960.

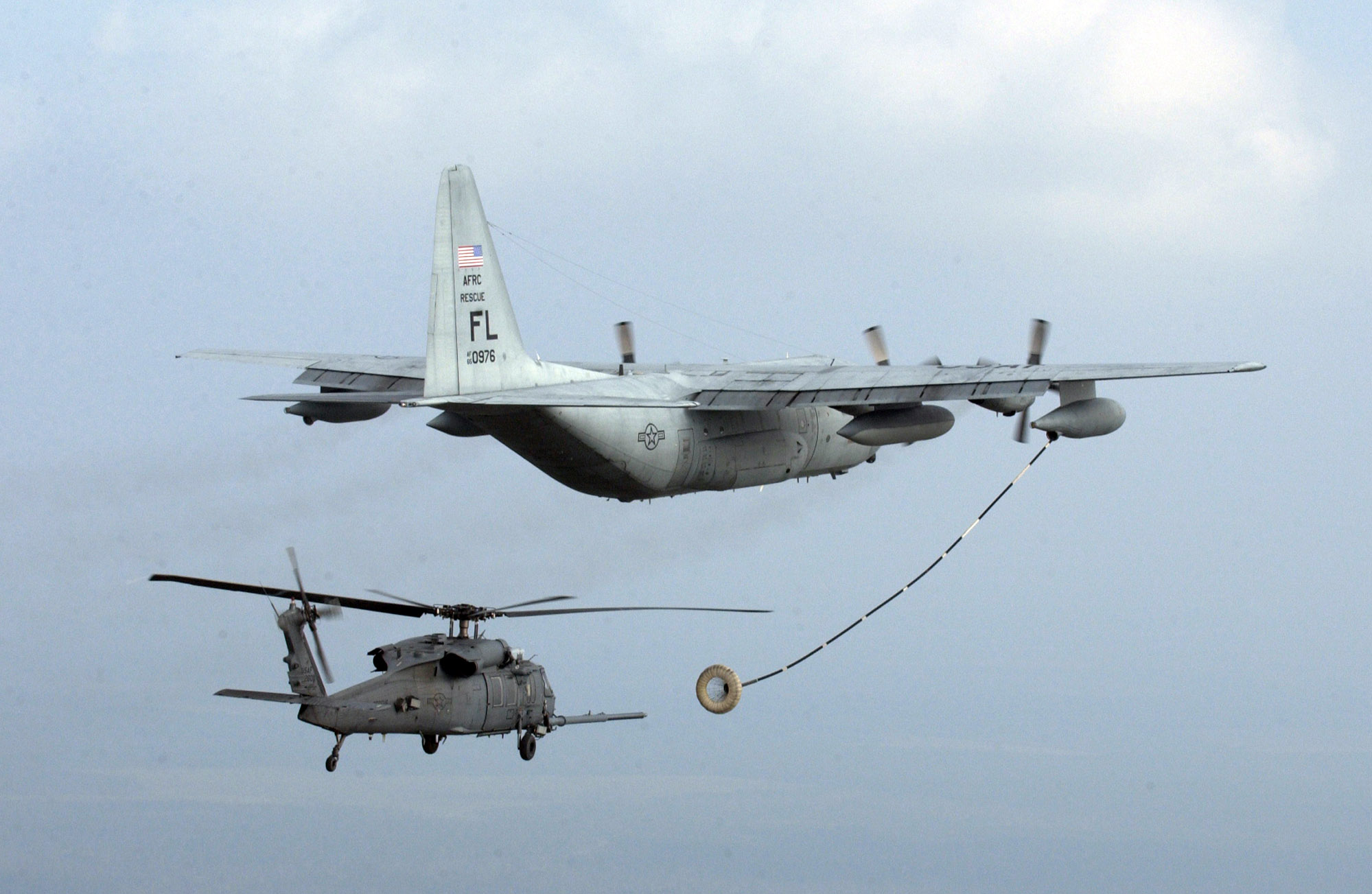
Un HC-130P re-proveint en vol a un helicòpter HH-60 Pave Hawk mitjançant el sistema sonda-cistella.

S'usen dos mètodes diferents per connectar un avió d'abastament a una aeronau receptora: el sistema de  perxa i receptacle, i el sistema de  sonda i cistella . Hi havia un sistema menys popular ( ala - ala ) que ja no s'utilitza.

### Perxa i receptacle
La  perxa  o  perxa de re-proveïment en vol és un tub rígid telescòpic amb superfícies de control de vol mòbils que un operari de l'avió d'abastament s'estén i inserida en un receptacle de l'aeronau receptora. Tots els avions d'abastament equipats amb aquest sistema (KC-135 Stratotanker, KC-10 Extender, etc.), Tenen una única perxa, i només poden reproveir simultàniament a una aeronau amb aquest mecanisme.
Avantatges
- Es poden aconseguir grans cabals de combustible (fins a 1.000 galons, quasi 3.800 litres, per minut en el KC-135) gràcies al major diàmetre del conducte de la perxa, requerint menys temps per completar les operacions de re-proveïment en comparació amb els sistemes sonda-cistella.
- El mètode de perxa elimina la necessitat que el pilot de l'aeronau receptora (moltes vegades avions grans i poc maniobrables) hagi de realitzar maniobres de precisió per a introduir la sonda a la cistella, que és fàcil de realitzar amb aeronaus petites com els caces, però molt difícil o impossible amb avions grans.
- Un avió d'abastament amb sistema de perxa pot ser equipat amb un adaptador que el fa compatible amb les aeronaus proveïdes de sonda i cistella.

Desavantatges
- El cost de formar i emprar l'operari de la perxa.
- Complexitat de disseny de l'avió d'abastament.
- Només pot proveir un avió receptor simultàniament.
- No pot ser usat per a reproveir a la major part d'helicòpters.
- Els avions de caça no poden rebre el combustible al cabal màxim de la perxa, això requereix que els avions d'abastament redueixin la pressió de proveïment quan atenen a aquest tipus d'avions,[3] reduint l'avantatge del sistema de perxa sobre el sistema de sonda-cistella.[4]

### Sonda i cistella
Aquest mètode utilitza una mànega flexible que penja de l'avió d'abastament. L'extrem de la mànega està unida mitjançant una vàlvula amb una  cistella  (semblant a un volant de bàdminton) que estabilitza la mànega i proporciona un embut que facilita la inserció de la sonda de l'aeronau receptora. La  sonda  del receptor és un braç o pal rígid que situat en el seu morro (o al fuselatge) sol estar retret quan no s'usa, especialment en avions ràpids.

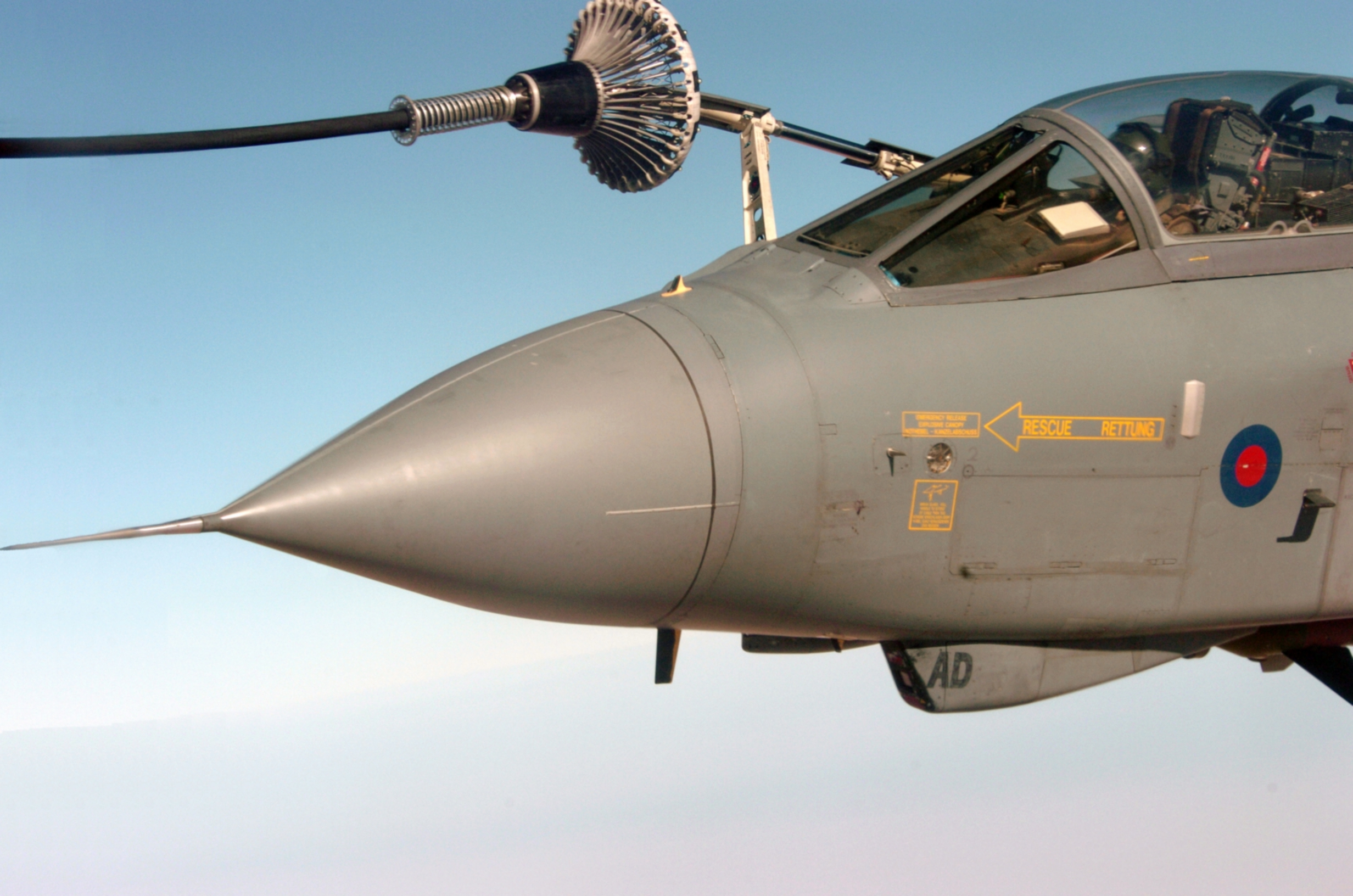
Tornado GR4 fent benzina de la cistella d'un avió d'abastament VC-10 de la RAF sobre Iraq.
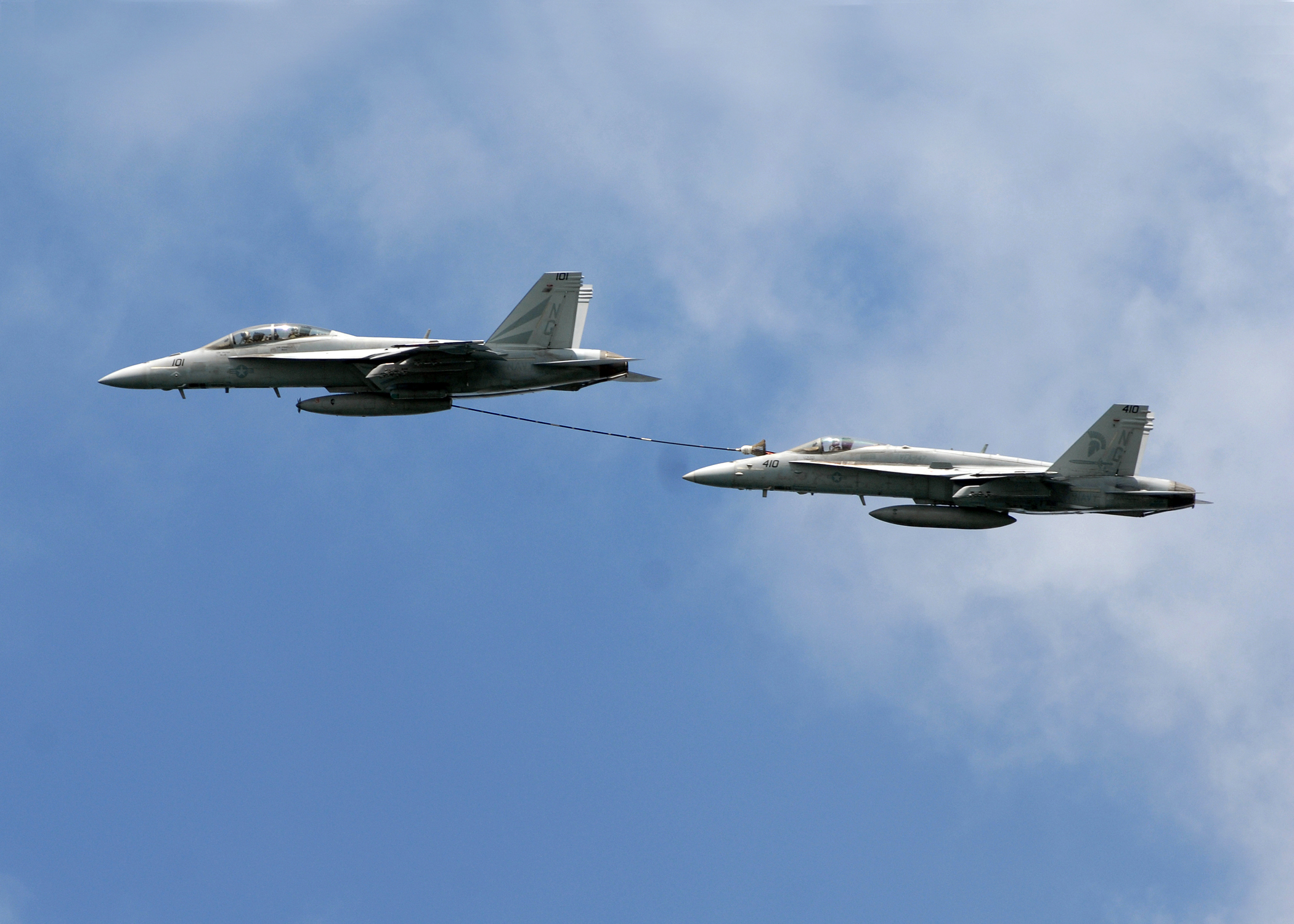
Un F/A-18 Hornet sent re-proveït per un altre F/A-18F Super Hornet.
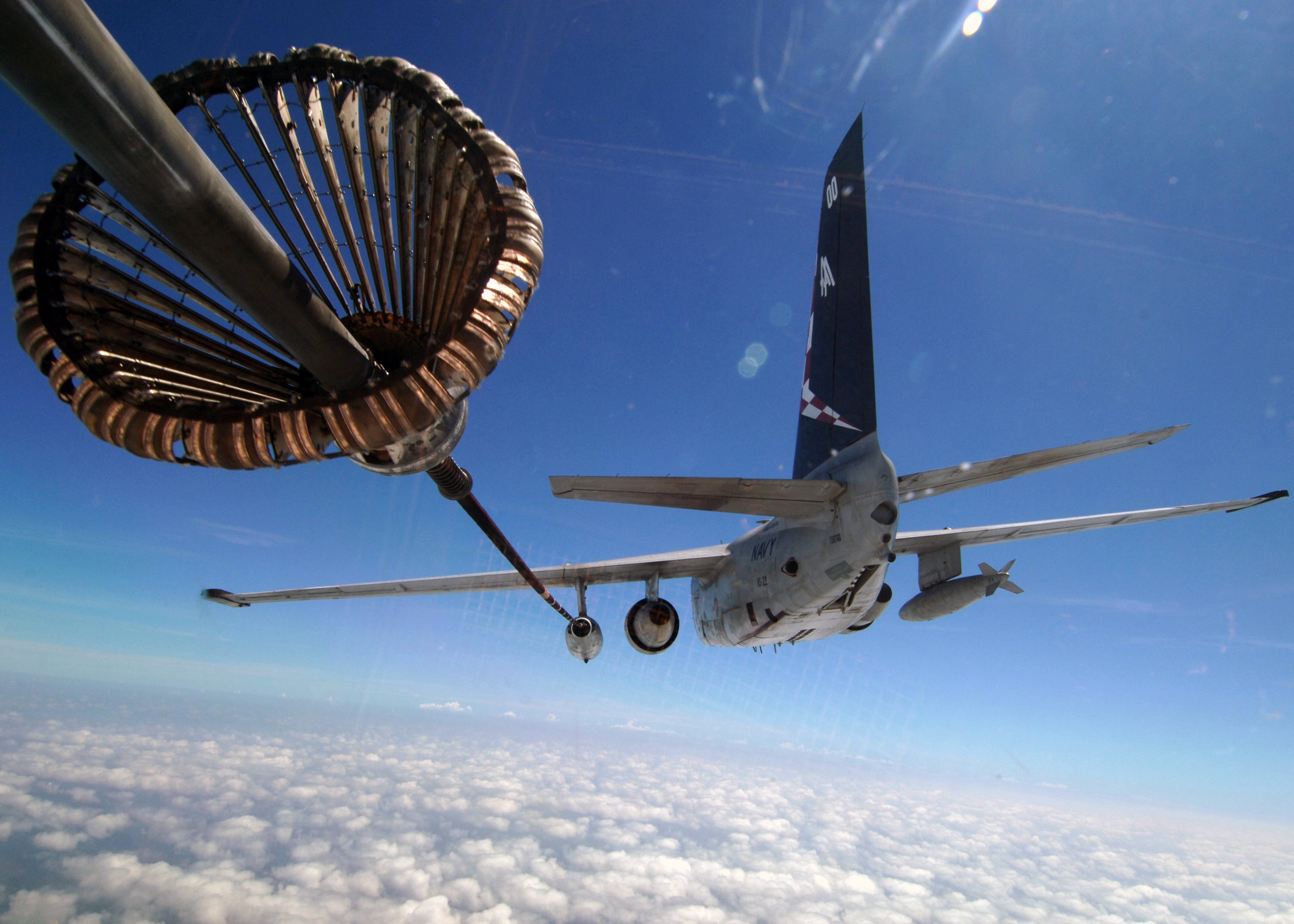
S-3 Viking d'abastament  buddy  amb la cistella desplegada.
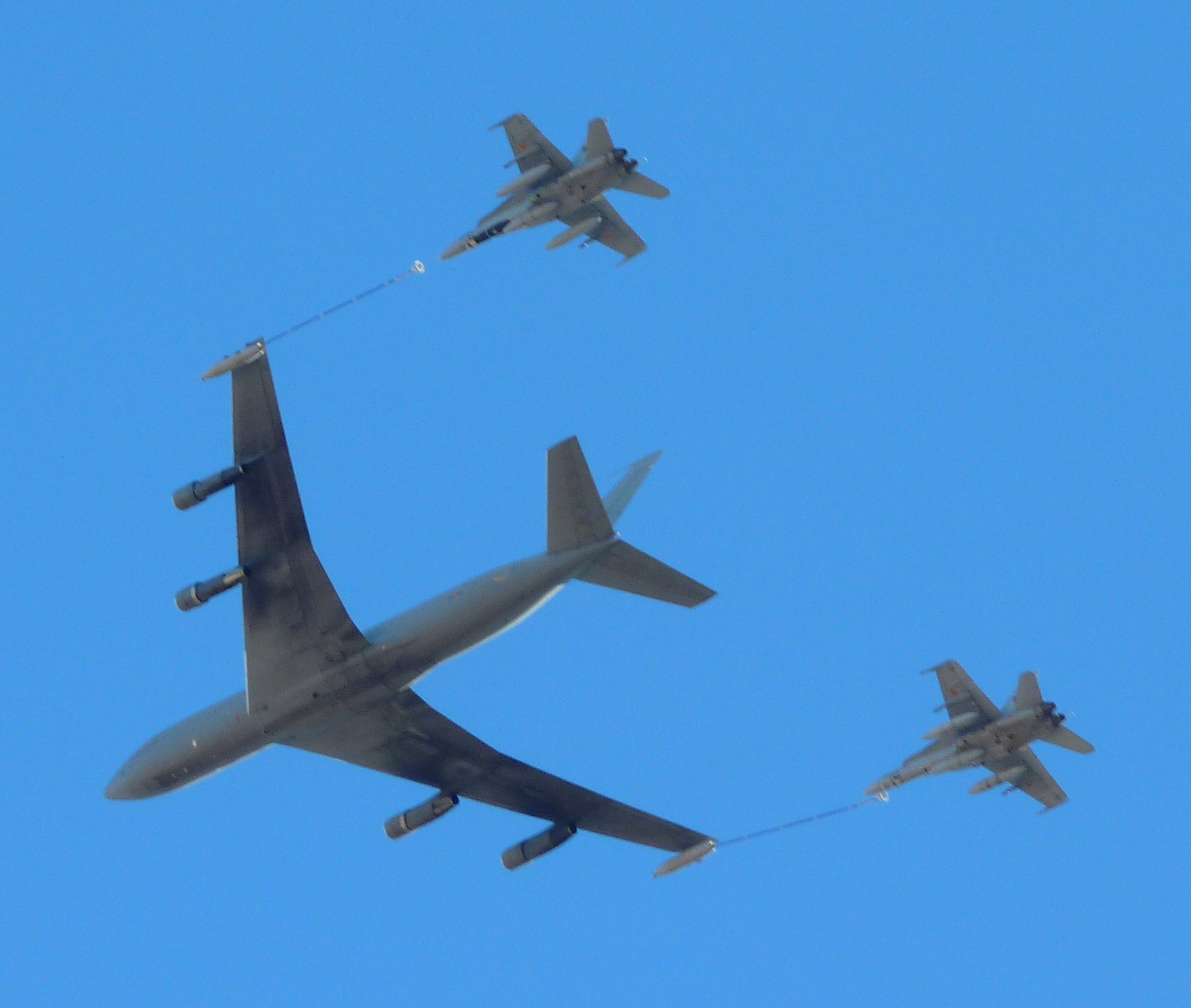
Boeing 707-331B (KC) de l'Exèrcit de l'Aire Espanyol realitzant un re-proveïment en vol simulat amb dos caces F/A- 18.